# F.C. Paços de Ferreira
Futebol Clube Paços de Ferreira (phát âm tiếng Bồ Đào Nha: [ˈpasuʒ ðɨ fɨˈʁɐjɾɐ]) là một câu lạc bộ bóng đá Bồ Đào Nha có trụ sở tại Paços de Ferreira, tỉnh Porto. Được thành lập vào năm 1950, câu lạc bộ này thi đấu tại Primeira Liga, tổ chức các trận đấu trên sân nhà tại Estádio da Mata Real có sức chứa 9.077 chỗ ngồi, một sân vận động nơi đội đặt trụ sở từ năm 1973. Màu sắc của câu lạc bộ là vàng và xanh lục.
Họ đã giành được bốn chức vô địch Segunda Liga (nay là Giải hạng Hai Bồ Đào Nha), và vào năm 2007, họ lần đầu tiên đủ điều kiện tham dự UEFA Cup. Tại 2012–13 Primeira Liga, đội đã đứng thứ ba và đủ điều kiện tham dự vòng play-off UEFA Champions League 2013–14 lần đầu tiên trong lịch sử. Họ cũng là á quân của 2008–09 Taça de Portugal, 2009 Supertaça Cândido de Oliveira và 2010–11 Taça da Liga.